# Cingula semistriata
Cingula semistriata är en snäckart som beskrevs av Montagu 1803. I den svenska databasen Dyntaxa används istället namnet Crisilla semistriata. Enligt Catalogue of Life ingår Cingula semistriata i släktet Cingula och familjen Rissoidae, men enligt Dyntaxa är tillhörigheten istället släktet Crisilla och familjen Rissoidae. Det är osäkert om arten förekommer i Sverige. Inga underarter finns listade i Catalogue of Life.

## Bildgalleri

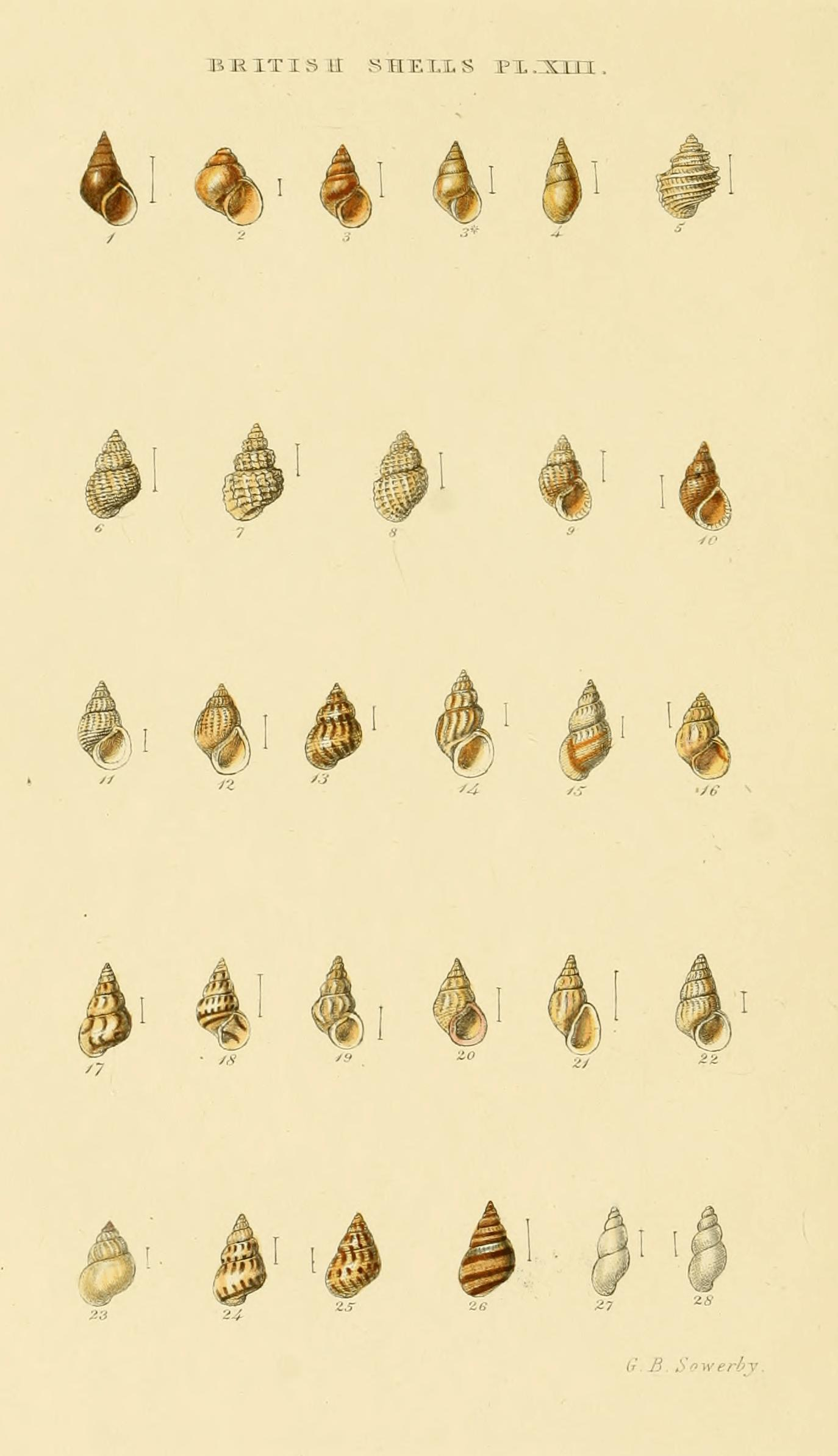